# Gato Galáctico e o Feitiço do Tempo
Gato Galáctico e o Feitiço do Tempo é um filme infantil de aventura brasileiro, dirigido por Rodrigo Zanforlin e estrelado por Ronaldo Souza (Gato Galáctico). Será lançado no dia 1 de fevereiro de 2024. As pré-estreias começaram no dia 18 de janeiro de 2024.

## Sinopse
Roni ganha um relógio mágico e vai parar num vilarejo enfeitiçado, onde as crianças estão desaparecendo. Junto com seus amigos, ele tem que enfrentar o poderoso Perpétuo e salvar Cronópolis.

## Elenco
| Personagem    | Ator/Atriz        | Referência |
| ------------- | ----------------- | ---------- |
| Roni          | Ronaldo Souza     | [ 3 ]      |
| Perpétuo      | Daniel Infantini  | [ 3 ]      |
| Pedro Pontual | Blota Filho       | [ 3 ]      |
| Euclides      | Adriano Arbool    | [ 3 ]      |
| Solange       | Gabriela Cywinski | [ 3 ]      |
| Alberto       | Bruno Krieger     | [ 3 ]      |
| Jornaleiro    | Lucas Salles      | [ 3 ]      |
| Dona Ana      | Arlieta Mansur    | [ 3 ]      |
| Pepe          | Erick Torres      | [ 3 ]      |
| Lisa          | Luiza Mezadri     | [ 3 ]      |